# La Rouaudière
Pour les articles homonymes, voir Rouaud.
La Rouaudière est une commune française, située dans le département de la Mayenne en région Pays de la Loire, peuplée de 311 habitants.
La commune fait partie de la province historique de l'Anjou (Haut-Anjou).

## Géographie
La commune est située dans le sud-Mayenne.

### Climat
Pour des articles plus généraux, voir Climat des Pays de la Loire et Climat de la Mayenne.
En 2010, le climat de la commune est de type climat océanique altéré, selon une étude du CNRS s'appuyant sur une série de données couvrant la période 1971-2000. En 2020, Météo-France publie une typologie des climats de la France métropolitaine dans laquelle la commune est exposée à un climat océanique et est dans la région climatique  Bretagne orientale et méridionale, Pays nantais, Vendée, caractérisée par une faible pluviométrie en été et une bonne insolation. 
Pour la période 1971-2000, la température annuelle moyenne est de 11,4 °C, avec une amplitude thermique annuelle de 13,6 °C. Le cumul annuel moyen de précipitations est de 779 mm, avec 13 jours de précipitations en janvier et 7,1 jours en juillet. Pour la période 1991-2020, la température moyenne annuelle observée sur la station météorologique de Météo-France la plus proche, « Pouancé_sapc », sur la commune d'Ombrée d'Anjou à 10 km à vol d'oiseau, est de 12,4 °C et le cumul annuel moyen de précipitations est de 724,2 mm,. Pour l'avenir, les paramètres climatiques de la commune estimés pour 2050 selon différents scénarios d'émission de gaz à effet de serre sont consultables sur un site dédié publié par Météo-France en novembre 2022.

## Urbanisme

### Typologie
Au 1er janvier 2024, La Rouaudière est catégorisée commune rurale à habitat très dispersé, selon la nouvelle grille communale de densité à sept niveaux définie par l'Insee en 2022.
Elle est située hors unité urbaine et hors attraction des villes,.

### Occupation des sols
L'occupation des sols de la commune, telle qu'elle ressort de la base de données européenne d’occupation biophysique des sols Corine Land Cover (CLC), est marquée par l'importance des territoires agricoles (95,8 % en 2018), une proportion sensiblement équivalente à celle de 1990 (96,4 %). La répartition détaillée en 2018 est la suivante :
terres arables (59,6 %), zones agricoles hétérogènes (22,9 %), prairies (13,3 %), forêts (2,9 %), zones urbanisées (1,3 %). L'évolution de l’occupation des sols de la commune et de ses infrastructures peut être observée sur les différentes représentations cartographiques du territoire : la carte de Cassini (XVIIIe siècle), la carte d'état-major (1820-1866) et les cartes ou photos aériennes de l'IGN pour la période actuelle (1950 à aujourd'hui).

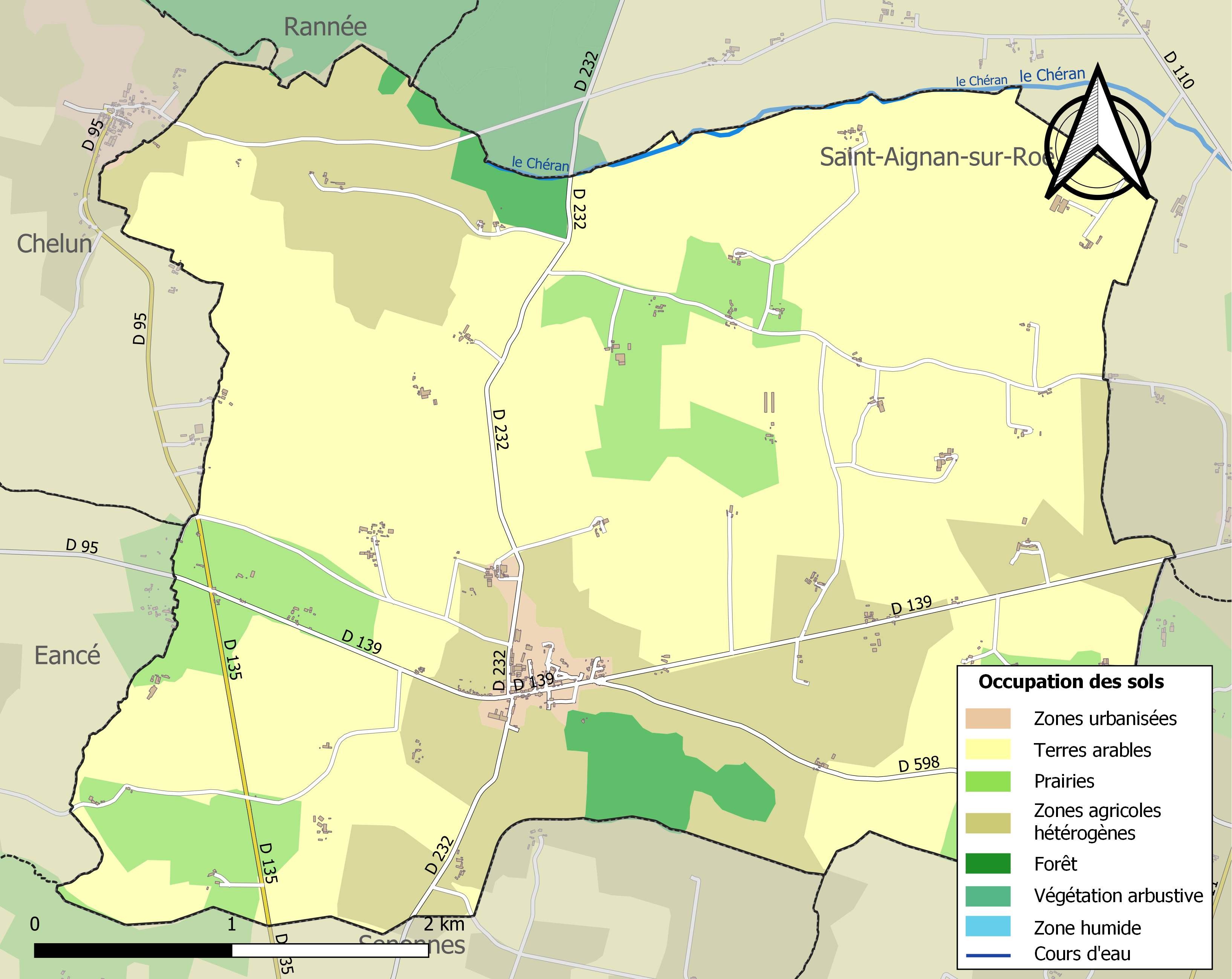
Carte des infrastructures et de l'occupation des sols de la commune en 2018 (CLC).

## Histoire

### Moyen Âge
En 1136, La Rouaudière était un prieuré-cure dépendant de l'abbaye de la Roë et mentionné dans le cartulaire de l'abbaye de la Roë sous le nom de "Sancta Maria de Roalderia".
La seigneurie de La Rouaudière relevait de la baronnie de Pouancé.

### Ancien Régime
Sous l'Ancien Régime, la paroisse de La Rouaudière est rattachée à la baronnie angevine de Craon, qui elle-même dépendait de la sénéchaussée principale d'Angers et du pays d'élection de Château-Gontier.
L'église fut d'abord dédiée à la Sainte Vierge, puis aux Trois Maries en 1606. De nos jours, elle est placée à nouveau sous le vocable de l'Assomption.

### Révolution française
L'église a été saccagée pendant la Révolution. Une nouvelle église au style ogival a été bâtie à la place en 1842.

## Héraldique
| Blason de La Rouaudière | Blason  | Les armes de la commune de La Rouaudière se blasonnent ainsi : D'or à la bande fuselée de gueules. Il s'agit des armoiries de la famille de La Jaille, dont certains membres furent seigneurs de la Rouaudière. |
| Blason de La Rouaudière | Détails | Le statut officiel du blason reste à déterminer. |

## Politique et administration
| Période                                  | Période   | Identité          | Étiquette | Qualité                                  |
| ---------------------------------------- | --------- | ----------------- | --------- | ---------------------------------------- |
| avant 1970                               |           | M. Viviers        |           |                                          |
| juin 1995                                | mars 2008 | Élisabeth Doineau | UDF       | Gérante de société, conseillère générale |
| mars 2008                                |           | Patrice Boisseau  | SE        | Professeur des écoles                    |
| mars 2014                                | juin 2019 | Philippe Heuzé    | SE        | Éleveur                                  |
| juin 2019                                | En cours  | Thierry Juliot    | SE        | Entrepreneur                             |
| Les données manquantes sont à compléter. |           |                   |           |                                          |

## Population et société

### Démographie
L'évolution du nombre d'habitants est connue à travers les recensements de la population effectués dans la commune depuis 1793. Pour les communes de moins de 10 000 habitants, une enquête de recensement portant sur toute la population est réalisée tous les cinq ans, les populations de référence des années intermédiaires étant quant à elles estimées par interpolation ou extrapolation. Pour la commune, le premier recensement exhaustif entrant dans le cadre du nouveau dispositif a été réalisé en 2004.
En 2022, la commune comptait 311 habitants, en évolution de −6,61 % par rapport à 2016 (Mayenne : −0,73 %, France hors Mayotte : +2,11 %).
| 1793 | 1800 | 1806 | 1821 | 1831 | 1836 | 1841 | 1846 | 1851 |
| ---- | ---- | ---- | ---- | ---- | ---- | ---- | ---- | ---- |
| 643  | 519  | 610  | 641  | 655  | 621  | 614  | 617  | 664  |

| 1856 | 1861 | 1866 | 1872 | 1876 | 1881 | 1886 | 1891 | 1896 |
| ---- | ---- | ---- | ---- | ---- | ---- | ---- | ---- | ---- |
| 682  | 684  | 666  | 634  | 706  | 682  | 660  | 615  | 628  |

| 1901 | 1906 | 1911 | 1921 | 1926 | 1931 | 1936 | 1946 | 1954 |
| ---- | ---- | ---- | ---- | ---- | ---- | ---- | ---- | ---- |
| 573  | 571  | 565  | 521  | 522  | 535  | 520  | 470  | 461  |

| 1962 | 1968 | 1975 | 1982 | 1990 | 1999 | 2004 | 2006 | 2009 |
| ---- | ---- | ---- | ---- | ---- | ---- | ---- | ---- | ---- |
| 468  | 463  | 381  | 337  | 306  | 333  | 339  | 338  | 341  |

| 2014 | 2019 | 2022 | - | - | - | - | - | - |
| ---- | ---- | ---- | - | - | - | - | - | - |
| 330  | 318  | 311  | - | - | - | - | - | - |

## Culture locale et patrimoine

### Lieux et monuments

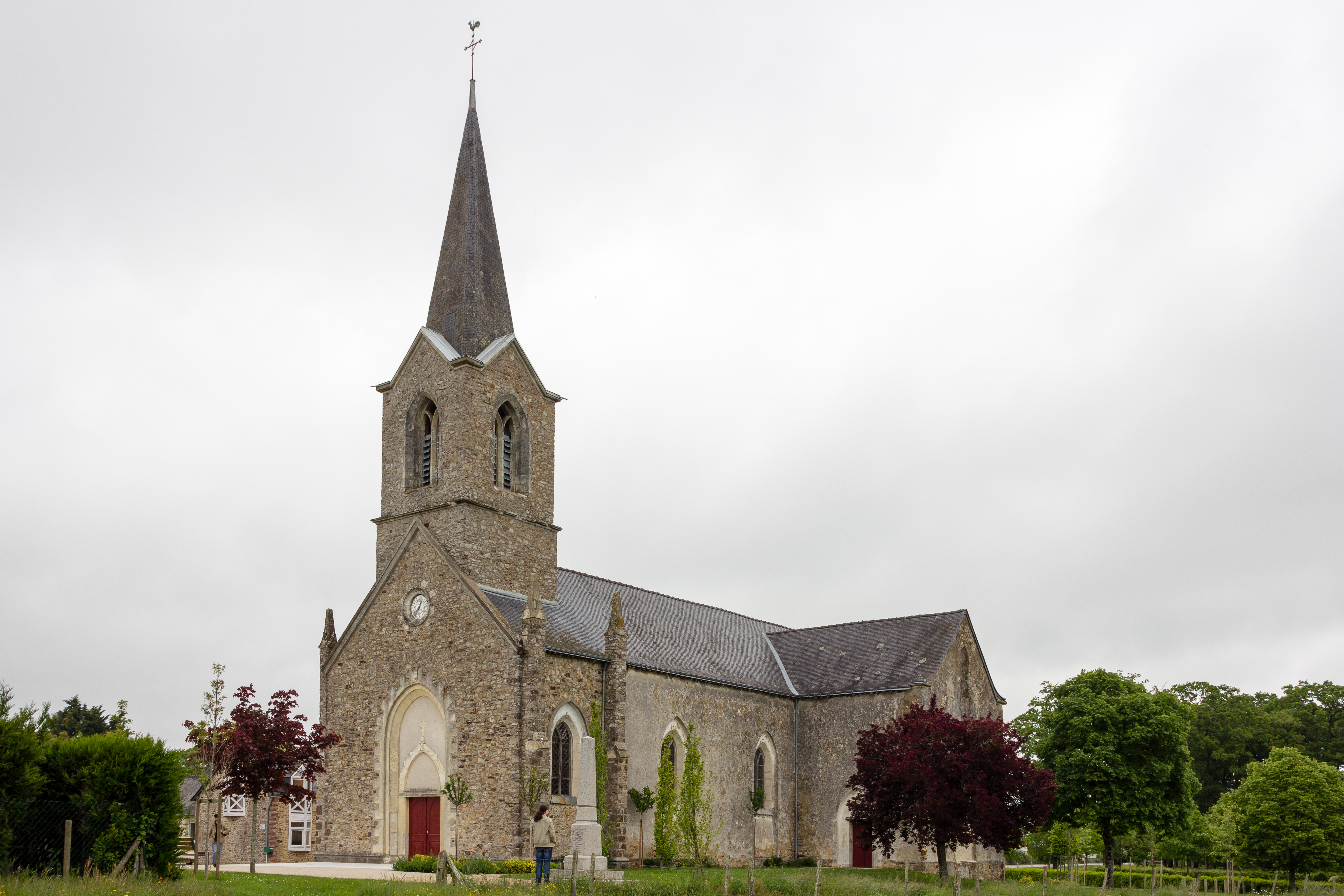
L'église de l’Assomption.

La Rouaudière disposait autrefois d'un château dont les quelques restes sont encore visibles dans le bourg. Démoli au Moyen Âge, certaines de ses pierres servirent à la construction du domaine de la Huberderie vers 1536, situé sur la commune. De plus un chemin de Saint-Jacques-de-Compostelle traverse La Rouaudière.